# Pravilo Reda manje braće
Papa Honorije III. 29. studenog 1223. bulom potvrđuje Pravilo Reda manje braće. To je Pravilo koje danas vrijedi. Original bule čuva se u sv. samostanu Sacro Convento u Asizu.
Ono je nastalo kad se sv. Franjo Asiški povukao u samoću, u Fonte Colombo. Najvjerojatnije je nepotvrđeno pravilo nastalo prije 1221., a konačno pravilo koje je potvrđeno od pape Honorija III 29 studenog 1229. i zove se 'Regula bulata'. Original ovog pravila čuva se kao dragocjena relikvija u samostanu Sacro Convento u Asizu. Ono je nastalo na molbu braće, ali i uz pomoć i savjete kardinala Hugolina.

## Bula pape Honorija III
Honorije biskup, sluga slugu Božjih. Predragim sinovima, bratu Franji i ostaloj braći Reda manje braće: pozdrav i apostolski blagoslov. 
Apostolska Stolica običava uslišati pobožne molbe i dobrostivom naklonošću udovoljiti opravdanim željama molitelja. Stoga, predragi u Gospodinu sinovi, naklonjeni vašim pobožnim molbama, apostolskom vlašću potvrđujemo Pravilo vašega Reda koje je odobrio naš predšasnik blage uspomene papa Inocent te ga - kako je ovdje napisano - ovim pismom uzimamo u zaštitu. A Pravilo glasi ovako:

### Prvo poglavlje - U ime Gospodnje! Počinje život Manje braće
1Pravilo i život Manje braće jest ovo: obdržavati sveto Evanđelje Gospodina našega Isusa Krista živeći u poslušnosti, bez vlasništva i u čistoći. 
2Brat Franjo obećava poslušnost i poštovanje gospodinu papi Honoriju i njegovim zakonitim nasljednicima i Rimskoj Crkvi. 
3A ostala braća dužna su slušati brata Franju i njegove nasljednike.

### Drugo poglavlje - O onima koji žele prihvatiti ovaj život i kako ih treba primiti
1Ako koji htjednu prihvatiti taj život pa dođu k našoj braći, neka ih braća pošalju svojim provincijalnim ministrima; samo njima, a ne drugima neka bude dopušteno primati braću. 
2A ministri neka ih pažljivo ispitaju o katoličkoj vjeri i o crkvenim sakramentima. 
3I ako sve to vjeruju i htjednu to vjerno ispovijedati i do smrti stalno obdržavati - 
4a nisu oženjeni, ili ako su oženjeni, ali su im žene već stupile u samostan i položile već zavjet čistoće, pa su im s ovlaštenjem dijecezanskoga biskupa dale dozvolu, a žene su takve dobi da se više u njih ne može sumnjati - 
5neka im provincijalni ministri uprave riječi svetoga Evanđelja da idu i sve svoje rasprodaju te nastoje podijeliti siromasima (usp. Mt 19,21). 
6Ako toga ne bi mogli učiniti, dosta je da imaju dobru volju. 
7I neka se braća i njihovi ministri čuvaju da se ne brinu za njihova vremenita dobra, kako bi sa svojim stvarima slobodno učinili štogod ih Gospodin nadahne. 
8Ako pak zatraže savjet, dopušta se ministrima da ih pošalju kojim bogobojaznim ljudima da po njihovu savjetu svoja dobra razdijele siromasima. 
9Neka im zatim dadu odjeću kušnje, to jest dva habita bez kapuce i pojas i donje odijelo i kaparon do pojasa, 
10osim ako ministri koji put po Bogu prosude drukčije. 
11Kad završe godinu kušnje, neka budu primljeni u poslušnost: neka obećaju da će ovaj život i Pravilo uvijek obdržavati. 
12I po nalogu gospodina pape neće im nipošto biti dopušteno izaći iz ovoga Reda, 
13jer po svetom Evanđelju "Nitko tko stavi ruku svoju na plug, pa se obazire natrag, nije prikladan za kraljevstvo Božje." (Lk 9,62) 
14A oni koji su već obećali poslušnost neka imaju jedan habit s kapucom i drugi bez kapuce, koji bi ga htjeli imati. 
15I koje nužda prisili, mogu nositi obuću. 
16I sva braća neka se odijevaju jednostavnim odijelom i mogu ga s Božjim blagoslovom krpati vrećama i drugim krpama. 
17Opominjem ih i potičem da ne preziru i ne osuđuju ljude koje vide da su odjeveni u mekane i šarene haljine i da uživaju birana jela i pića. Neka radije svatko osuđuje i prezire samoga sebe.

### Treće poglavlje - Obožanskom časoslovui postu i kako braća moraju ići svijetom
1Klerici neka mole božanski časoslov po uredbi svete Rimske Crkve, osim psaltira, 2i zato mogu imati brevijare. 3A neklerici neka mole dvadeset i četiri Očenaša za jutarnju, za hvale pet, za svaki pojedini čas - prvi, treći, šesti i deveti - po sedam, za večernju dvanaest, za povečerje sedam; 4i neka mole za pokojne. 5Neka poste od blagdana Svih Svetih do Božića. 6Oni koji dragovoljno poste svetu četrdesetnicu, koja počinje od Bogojavljenja i traje punih četrdeset dana i koju je Gospodin posvetio svojim svetim postom, (usp. Mt 4,2) bili blagoslovljeni od Gospodina; a koji neće, neka ih se ne prisiljava. 7Ali drugu četrdesetnicu do Uskrsnuća Gospodnjega dužni su postiti. 8U ostalo vrijeme nisu dužni postiti, osim petkom. 9U slučaju očite nužde braća nisu obvezna na tjelesni post. 10Savjetujem, opominjem i potičem svoju braću u Gospodinu Isusu Kristu: kad idu svijetom neka se ne svađaju i ne prepiru niti druge osuđuju; 11već neka budu blagi, miroljubivi i čedni, skromni i ponizni, govoreći uljudno sa svakim kako se dolikuje. 12I ne smiju jahati osim ako ih na to prisili očita potreba ili bolest. 13U koju god kuću uđu neka najprije kažu: "Mir kući ovoj" (usp. Lk 10,8). 14I po svetom Evanđelju slobodno jedu od svakoga jela koje im ponude.

### Četvrto poglavlje - Braća ne smiju primati novaca
1Strogo nalažem svoj braći da nipošto ne primaju denara ili novaca, ni sami ni po posredniku. 
2Za potrebe bolesnika i za odijevanje ostale braće neka se sami ministri i kustodi pomnjivo brinu preko duhovnih prijatelja - prema prilikama mjesta i vremena i prema hladnoći kraja, kako vide da potreba zahtijeva. 
3Ali uvijek tako kako je rečeno: da ne primaju denara ili novaca.

### Peto poglavlje - O radu
1Braća, kojoj je Gospodin dao milost da rade, neka rade vjerno i predano, 2tako da - odstranivši nerad koji je neprijatelj duše - ne ugase duh svete molitve i pobožnosti kojemu sve ostalo vremenito treba da služi. 3Kao plaću za rad neka primaju ono što treba njima i njihovoj braći za tjelesne potrebe, osim denara i novca, i to ponizno, 4kako dolikuje Božjim slugama i sljedbenicima svetoga siromaštva.

### Šesto poglavlje - Da braća ne smiju ništa prisvojiti, o sakupljanju milostinje i o bolesnoj braći
1Neka braća sebi ništa ne prisvoje, ni kuće ni mjesta ni bilo koje stvari. 2Kao putnici i pridošlice na ovome svijetu (usp. 1 Pt 2,11), služeći Gospodinu u siromaštvu i poniznosti, neka s pouzdanjem prose milostinju i ne treba da se stide, 3jer je Gospodin radi nas bio siromašan na ovome svijetu (usp. 2 Kor 8,9). 4To je ona izvrsnost uzvišenog siromaštva koje je vas, moju predragu braću, postavilo baštinicima i kraljevima nebeskoga kraljevstva, osiromašilo vas je u stvarima, a uzvisilo u krepostima. 5To neka bude vaš dio koji vodi u zemlju živih. 6Vi ga, ljubljena braćo, potpuno prigrlite te u ime Gospodina našega Isusa Krista ne želite nikada ništa drugo pod nebom posjedovati. 7I gdje god se braća nađu ili sretnu, neka se pokažu domaći među sobom. 8I neka s punim povjerenjem jedan drugomu otkrije svoje potrebe: jer ako majka hrani i ljubi svoga tjelesnog sina, koliko brižljivije mora svatko ljubiti svoga duhovnog brata. 9I ako koji od njih oboli, ostala ga braća moraju posluživati kako bi željela da se njih poslužuje.

### Sedmo poglavlje - O pokori koja se ima naložiti braći koja griješe
1Ako bi koji od braće zaveden od neprijatelja smrtno sagriješio, kad se radi o grijesima za koje je među braćom određeno da se moraju obratiti samo provincijalnim ministrima, dužna su spomenuta braća što prije njima se uteći, bez oklijevanja. 2A ministri, ako su svećenici, neka im milosrdno nalože pokoru; ako pak nisu svećenici, neka im je nalože po drugim svećenicima Reda, kako po Bogu najbolje prosude da je korisno. 3I moraju se čuvati da se zbog nečijega grijeha ne bi srdili ili uzrujavali, jer srdžba i uzrujanost onemogućuju ljubav u njima i u drugima.

### Osmo poglavlje - O izboru generalnog ministra ovoga bratstva i o duhovskom kapitulu
1Sva braća moraju uvijek imati jednoga od braće ovoga Reda za generalnog ministra i slugu cijeloga bratstva i njemu se imaju strogo pokoravati. 2Kad on umre, neka mu provincijalni ministri i kustodi na duhovskom kapitulu izaberu nasljednika. Na taj se kapitul provincijalni ministri moraju uvijek sabrati gdje god to generalni ministar odredi; 3i to jednom u tri godine ili u drugom dužem ili kraćem roku, kako to spomenuti ministar odredi. 4Ako bi kada svi provincijalni ministri i kustodi zajedno uvidjeli da spomenuti ministar nije sposoban za službu i za opću korist braće, dužna su spomenuta braća koja imaju pravo izbora u ime Gospodnje drugoga izabrati za kustoda. 5A poslije duhovskoga kapitula pojedini ministri i kustodi, budu li htjeli i bude li im se činilo korisnim, mogu iste godine u svojim kustodijama sazvati svoju braću na kapitul.

### Deveto poglavlje - O propovjednicima
1Neka braća ne propovijedaju u biskupiji kojega biskupa ako bi im on to zabranio. 2I neka se nijedan brat ne usudi propovijedati narodu ako ga generalni ministar ovoga bratstva nije ispitao i potvrdio te mu povjerio propovjedničku službu. 3Opominjem također i potičem tu istu braću da im u propovijedima što ih drže riječi budu prokušane i čiste, na korist i izgradnju naroda. 4Neka im govore o manama i krepostima, o kazni i slavi, i to kratkim govorom jer je Gospodin na zemlji kratko govorio.

### Deseto poglavlje - O opominjanju i popravljanju braće
1Braća ministri i sluge ostale braće neka svoju braću pohađaju i opominju i neka ih ponizno i ljubazno ispravljaju, ne naređujući im ništa što bi bilo protiv njihove duše i našega Pravila. 2A braća podložnici neka se sjete da su se radi Boga odrekli vlastite volje. 3Zato im strogo naređujem da svoje ministre slušaju u svemu što su Gospodinu obećali obdržavati, a ne protivi se duši i našemu Pravilu. 4I gdje god se nađe braće koja bi uvidjela i spoznala da ne mogu Pravilo duhovno obdržavati, mogu se i moraju obratiti svojim ministrima. 5A ministri neka ih ljubazno i dobrostivo prime i neka se prema njima pokažu tako prijazni da braća mogu s njima govoriti i postupati kao gospodari sa svojim slugama; 6jer tako mora biti: ministri neka budu sluge sve braće. 7Opominjem i zaklinjem u Gospodinu Isusu Kristu da se braća čuvaju svake oholosti, tašte slave, zavisti, škrtosti, brige i skrbi za ovaj svijet, ogovaranja i mrmljanja; i oni koji nisu upućeni u znanosti neka ne teže da se upute. 8Neka radije imaju na umu da iznad svega moraju željeti: da posjeduju Duha Gospodnjega i njegovo sveto djelovanje, 9da mu se mole uvijek čista srca, da budu ponizni i strpljivi u progonstvu i bolesti te da ljube one koji nas progone, grde i karaju, 10jer Gospodin veli: "Ljubite svoje neprijatelje i molite za one koji vas progone i kleveću." (usp. Mt 5,44.) 11"Blago progonjenima zbog pravednosti, jer je njihovo kraljevstvo nebesko." (Mt 5, 10.) 12"Ali tko ustraje do kraja, taj će se spasiti." (Mt 10,22.)

### Jedanaesto poglavlje - Braća neka ne ulaze u samostane redovnica
1Strogo naređujem svoj braći da se čuvaju sumnjivih druženja sa ženama i savjetovanja 2i da ne ulaze u samostane redovnica osim onih kojima je Apostolska Stolica dala posebno dopuštenje. 3Neka ne budu kumovi ni muškarcima ni ženama da tom zgodom ne bi nastala među braćom ili o braći kakva sablazan.

### Dvanaesto poglavlje - O onima koji idu među Saracene i ostale nevjernike
1Koji od braće po Božjem nadahnuću htjednu poći među Saracene i ostale nevjernike, neka za to zatraže dopuštenje od svojih provincijalnih ministara. 2A ministri ne smiju nikomu dopustiti da ide, osim onima koje budu smatrali sposobnima za poslanje. 3Osim toga, pod poslušnost naređujem ministrima da traže od gospodina pape jednoga kardinala svete Rimske Crkve koji će biti upravitelj, pokrovitelj i popravljač ovoga bratstva: 4da uvijek podložni i pokorni toj svetoj Crkvi, postojani u katoličkoj vjeri obdržavamo siromaštvo i poniznost i sveto Evanđelje Gospodina našega Isusa Krista što smo čvrsto obećali.

## Završetak bule pape Honorija III
Nikome stoga od ljudi nije dopušteno pobijati ovo pismo naše potvrde ili mu se drsko protiviti. Tko bi se to usudio pokušati, neka znade da će upasti u nemilost svemogućega Boga i njegovih blaženih apostola Petra i Pavla. Dano u Lateranu, 29. studenoga, osme godine našega papinstva.

## Vanjske poveznice
- Pravilo reda, na Talijanskom jeziku  Arhivirana inačica izvorne stranice od 11. travnja 2013. (Wayback Machine), službena stranica OFM
- Pravilo reda, na Engleskom jeziku  Arhivirana inačica izvorne stranice od 14. travnja 2013. (Wayback Machine), službena stranica OFM
- Pravilo reda, na Španjolskom jeziku  Arhivirana inačica izvorne stranice od 11. travnja 2013. (Wayback Machine), službena stranica OFM
- Pravilo reda, na Hrvatskom jeziku  Arhivirana inačica izvorne stranice od 20. siječnja 2010. (Wayback Machine), službena stranica Provincije sv. Ćirila i Metoda